# Solange es noch Hoffnung gibt
Solange es noch Hoffnung gibt (Originaltitel …First Do No Harm) ist ein US-amerikanisch-kanadischer Fernsehfilm aus dem Jahr 1997. Die Hauptrollen übernahmen die Schauspieler Meryl Streep und Fred Ward. Der Film behandelt den Kampf einer Familie gegen die Epilepsie ihres Sohnes, die erst durch eine ketogene Diät erfolgreich behandelt werden konnte. Regisseur des Dramas war der sonst eher auf klamaukige Komödien spezialisierte Jim Abrahams, der in diesem Film Aspekte der Krankheitsgeschichte seines Sohnes Charlie verarbeitete. Als Executive Producers wirkten Howard Braunstein, Michael Jaffe und Meryl Streep.

## Handlung
Mit der fortschreitenden Epilepsie beginnt der aufreibende Kampf einer Mutter gegen die Schulmedizin. Der Zustand ihres Sohnes verschlimmert sich unter verschiedenen Medikamentengaben. Die Mutter liest über die ketogene Diät, die vor der Entdeckung von Epilepsiemedikamenten angewandt wurde. Die Mutter beschließt, den Jungen an der Johns Hopkins University behandeln zu lassen. Freunde, die auch das Kindeswohl an erster Stelle sehen, unterstützen sie dabei. Im Abspann werden Schauspieler genannt, die selbst Epilepsie hatten und durch die ketogene Diät geheilt wurden.

## Auszeichnungen (Auswahl)
Seth Adkins wurde 1998 für seine Rolle mit dem Young Artist Award ausgezeichnet. Meryl Streep erhielt mehrere Nominierungen, u. a. für den Golden Globe Award und den Emmy. Drehbuchautorin Ann Beckett wurde für den Humanitas-Preis nominiert.